# Joan Ventosa i Roig
Joan Ventosa i Roig (Vilanova i la Geltrú, 11 de juliol de 1883 - Mèxic, 30 de juliol de 1961), fou cooperativista, pedagog i polític català, diputat a les Corts Espanyoles durant la Segona República Espanyola.

## Biografia
Fill d'una família benestant de Vilanova de caràcter liberal, va viure l'ambient de la Vilanova de l'època de l'"Havana Xica", amb una intensa vida cultural, la qual cosa va influir en l'educació i les seves inquietuds intel·lectuals. Va rebre una educació religiosa abans d'iniciar estudis de farmàcia a la Universitat de Barcelona. Durant la seva estada a Barcelona s'inscrigué al Centre Escolar Catalanista on coneix a Àngel Guimerà, Pere Aldavert, el mestre Enric Morera, Domènec Martí i Julià, i Pompeu Gener, entre d'altres. Amplià els seus estudis a París i els orientà vers l'agricultura, on obtingué el títol de perit agrícola el 1907, a l'Escola Provincial d'Agricultura de Barcelona.
Es casà amb Pepita Pinilla i Campoamor, neboda de l'advocat republicà Jesús Pinilla i Fornell, un dels fundadors del Partit Republicà Català. Tingueren quatre fills.
Retornà a Vilanova i s'inscriví com a soci a la cooperativa de consum La Regeneradora Vilanovense, on trobà “en el cooperativisme un ideal de vida, i va començar a teoritzar sobre la filosofia i els aspectes més pràctics d’aquest moviment”. Ràpidament, Ventosa i Roig es convertí en un referent en la cooperativa i el 1913, només cinc anys després de fer-se soci, fou elegit president de l'entitat. “I aquest va ser tan sols el punt de partida d’una trajectòria que el duria als càrrecs de representació més alts del cooperativisme”.
Quan tornà Vilanova, també col·laborà en el setmanari republicà federal La Democracia, que s'havia creat l'abril de 1907 i del qual fou de seguida el director. “En aquest mitjà també va obrir molts debats relacionats amb el cooperativisme, tant des del punt de vista ideològic com, sobretot, aplicat”. A més, publicà nombrosos articles a La Humanitat, L'Opinió, La Publicitat, La Renaixença, etc.
Com a alcalde s'adherí a l'Assemblea de Parlamentaris, el 1917, de la mateixa manera com havia donat suport amb entusiasme a la creació de la Mancomunitat de Catalunya. Amb el suport del Partit Republicà Federal i de la Unió de Rabassaires, es presentà a les eleccions legislatives de 1923, que no pogué guanyar enfront de Josep Bertran i Musitu de la Lliga Regionalista.
La seva prolífica activitat el portà a fundar l'any 1912 el Montepiu i Caixa d'Invalidesa Vilanovina, a ser president de Parcs i Arbrats de Vilanova; fou director del Laboratori Municipal d'Higiene; vicepresident de la Biblioteca-Museu Víctor Balaguer.
Amb la dictadura de Primo de Rivera va estar suspès del seu càrrec com a director del Laboratori Municipal, en negar-se a entrar a la Unión Patriótica. Després de les eleccions municipals espanyoles de 1931, Ventosa proclamà la República catalana des del balcó de la Casa de la Vila. Fou elegit diputat a les Corts Espanyoles per la demarcació provincial de Barcelona amb el segon major nombre de vots després de Lluís Companys. A les corts, el 1932 defensà la qüestió rabassaire, i formà part de la comissió de traspassos de competències fruit de l'estatut de Núria. De l'octubre de 1933 al gener de 1934 formà part del govern del president Macià com a conseller d'Economia i Agricultura. Arran dels Fets del sis d'octubre de 1934, s'exilià a París primer, i a Brussel·les més tard, d'on tornà a Catalunya. El 26 d'abril de 1936, fou elegit compromissari per a les eleccions a la presidència de la Segona República Espanyola. Entre el 1937 i el 1939 formà part del Consell d'Economia de Catalunya, i fou secretari de la Junta General de Cooperación, a proposta de Negrín.
Exiliat a Mèxic a partir del novembre de 1941, després d'una segona estada a París, treballà com a químic i creà una fàbrica d'hiperclorit de calci. Un temps més tard treballarà al món de l'educació i el cooperativisme. El 1948 ingressà a la Departament d'Educació Cooperativa, i a causa de la seva tasca, el 1956 fou encarregat per la UNESCO d'estudi sobre les cooperatives escolars al món. Alhora, formà part de la junta directiva d'ERC a l'exili fins al 1950.

## Trajectòria cooperativista
La trajectòria cooperativista de Ventosa i Roig, s'inicià en el moment que, com a soci de la cooperativa La Regeneradora Vilanovense s'adona que el cooperativisme per si mateix era una eina de transformació social. Amb aquesta premissa al cap, un cop va deixar l’alcaldia, Joan Ventosa s'implicà més intensament a l’obra cooperativista. A través dels seus articles publicats en diverses capçaleres, entenia i defensava el cooperativisme “com un moviment revolucionari que havia de transformar de cap a peus la societat, superant el capitalisme i les diferències de totes classes entre persones”
El 1922 va ser elegit president de la Federació Regional de Cooperatives de Catalunya, substituint a Eladi Gardó. Aquest càrrec “li va permetre viatjar i entrar en contacte amb els més destacats cooperadors del món”. El 1924 el nomenaren membre del comitè central de l'ACI i, quatre anys més tard, amb la creació de la Federació Nacional de Cooperatives d’Espanya, fou nomenat president d’aquesta.
Amb la proclamació de la II República s'inicià en la vida de Ventosa i Roig una prolífica i intensa etapa: a part de ser un dels delegats de la Generalitat per efectuar el traspàs i col·laborar en la reforma agrària; també fou membre de la comissió que redactà la primera Llei de Cooperatives espanyola.
Primera Llei de cooperatives espanyola
Aprovada finalment el 1931, aquesta llei ja s'havia començat a redactar durant la dictadura de Primo de Rivera “en una comissió mixta entre els delegats de les organitzacions cooperatives i funcionaris del Ministeri de Treball”. Aquest text, definia les cooperatives com a "entitat que associa a qui, tenint una necessitat comuna, es proposen de satisfer-la per la via de l’acció conjunta, tendint a eliminar el lucre i procurant la millora social i econòmica”.
La Llei de bases de la cooperació
 

Abans de ser elegit diputat a les Corts espanyoles, acceptà l'encàrrec de Macià “d’elaborar unes notes d’orientació general per la futura llei de cooperatives”. Ventosa percebé aquesta llei com una “oportunitat per aprovar un text encara millor que l'espanyol, ja que no tindria rèmores del passat”. Finalment, el text va ser aprovat el 17 de febrer de 1934. Posteriorment, Ventosa opinà:
«Ni aleshores ni ara no hem trobat cap altra llei de cooperatives que (...) pugui comparar-se a la nostra. (...) Una de les millors lleis sortides del nostre Parlament i que ens envejaven els cooperadors dels altres pobles que la coneixen» 
Durant la Guerra Civil, Ventosa i Roig formà part del Consell d’Economia de Catalunya, el qual a partir de la tardor de 1936 es dedicà a aplicar el Decret de Col·lectivitzacions i Control Obrer. Tal com explicà Albert Pérez Baró, la missió d’aquesta Comissió “tenia un doble vessant: donar la seva opinió, unes vegades de paraula i altres per escrit, sobre els problemes que els plantejaven les empreses afectades pel Decret, això per un costat, i per l’altre, proposar al ple del Consell d’Economia la solució o les solucions que estimés escaients als problemes plantejats que podien afectar diverses empreses, o simplement la marxa, el desenvolupament i l’aplicació de tot allò que havia estat legislat”. Sobre les col·lectivitzacions Ventosa i Roig havia fet diverses reflexions, totes elles apostaven per un procés de col·lectivització sense violència i una transformació positiva.
Ja exiliat a Mèxic, i arran de treballar com a inspector escolar, Ventosa encetà una nova faceta cooperativista: la de promotor del cooperativisme escolar. Entenia que el primer pas era ensenyar la doctrina cooperativista a les escoles corrents i, posteriorment, crear escoles cooperatives que servissin “d’instrument educatiu de caràcter general, per a inculcar als nens el sentiment de solidaritat, ajuda mútua, responsabilitat i disciplina social”. A partir del 1948 i fins a la seva mort, “ la tasca de Joan Ventosa al cooperativisme va passar a ser la seva ocupació principal: va començar a treballar en comissió com a expert al Departament d’Educació Cooperativa. (...) Durant aquests anys es va dedicar a difondre el cooperativisme, a ajudar a impulsar una xarxa de cooperatives escolars i col·laborar en la redacció de projectes legislatius relacionats amb aquesta matèria". Durant aquests anys, i gràcies a la seva experiència amb la redacció de les lleis espanyola i catalana, també participà en l'elaboració de textos legislatius per a canviar les lleis i reglaments vigents a Mèxic. “Va treballar en un projecte de reglament de les cooperatives escolars en què proposava, entre altres coses, tipificar els diversos nivells de cooperatives i instaurar-ne als centres només quan es veiés que fossin viables”.

## Obres
- Las cooperativas obreras (1918)
- Importancia y estado de la cooperación en el mundo (1947)
- Las cooperativas y el Estado (1949)
- Temas cooperatistas de actualidad (1950)
- Elementos de cooperación escolar (1955)
- La cooperación escolar, estudi elaborat per a la UNESCO (1957)
- El moviment cooperatiu a Catalunya (1961)